# انتخابات مجلس مصر (۲۰۱۱–۲۰۱۲)
انتخابات زودهنگام مجلس نمایندگان مصر در پی انقلاب ۲۰۱۱ مصر و سرنگونی نظام حسنی مبارک و انحلال مجلس به دست شورای عالی نیروهای مسلح در آذر و دی ۱۳۹۰ برگزار شد.
این انتخابات در سه مرحله برگزار شد که هر مرحله دو دور بود. در دور نخست هر مرحله حزب‌ها و در دور دوم نمایندگان فردی را انتخاب کردند.

## پراکندگی انتخابات

تعداد نمایندگان هر استان

| استان       | نامزدهای حزبی یا ائتلافی | نامزدهای حزبی یا ائتلافی | نامزدهای آزاد | نامزدهای آزاد | مجموع صندلی‌ها |
| استان       | # حوزه                   | # کرسی                   | # حوزه        | # کرسی        | مجموع صندلی‌ها |
| ----------- | ------------------------ | ------------------------ | ------------- | ------------- | ------------- |
| اسکندریه    | ۲                        | ۱۶                       | ۴             | ۸             | ۲۴            |
| اسوان       | ۱                        | ۴                        | ۱             | ۲             | ۶             |
| اسیوط       | ۲                        | ۱۶                       | ۴             | ۸             | ۲۴            |
| بحیره       | ۲                        | ۲۰                       | ۵             | ۱۰            | ۳۰            |
| بنی‌سویف     | ۲                        | ۱۲                       | ۳             | ۶             | ۱۸            |
| قاهره       | ۴                        | ۳۶                       | ۹             | ۱۸            | ۵۴            |
| دقهلیه      | ۳                        | ۲۴                       | ۶             | ۱۲            | ۳۶            |
| دمیاط       | ۱                        | ۸                        | ۲             | ۴             | ۱۲            |
| فیوم        | ۲                        | ۱۲                       | ۳             | ۶             | ۱۸            |
| غربیه       | ۲                        | ۲۰                       | ۵             | ۱۰            | ۳۰            |
| جیزه        | ۲                        | ۲۰                       | ۵             | ۱۰            | ۳۰            |
| اسماعیلیه   | ۱                        | ۴                        | ۱             | ۲             | ۶             |
| کفرالشیخ    | ۲                        | ۱۲                       | ۳             | ۶             | ۱۸            |
| اُقصُر        | ۱                        | ۴                        | ۱             | ۲             | ۶             |
| مطروح       | ۱                        | ۴                        | ۱             | ۲             | ۶             |
| منیا        | ۲                        | ۱۶                       | ۴             | ۸             | ۲۴            |
| منوفیه      | ۲                        | ۱۶                       | ۴             | ۸             | ۲۴            |
| وادی نو     | ۱                        | ۴                        | ۱             | ۲             | ۶             |
| سینای شمالی | ۱                        | ۴                        | ۱             | ۲             | ۶             |
| پورت‌سعید    | ۱                        | ۴                        | ۱             | ۲             | ۶             |
| قلیوبیه     | ۲                        | ۱۲                       | ۳             | ۶             | ۱۸            |
| قنا         | ۲                        | ۱۲                       | ۳             | ۶             | ۱۸            |
| بحرالاحمر   | ۱                        | ۴                        | ۱             | ۲             | ۶             |
| شرقیه       | ۲                        | ۲۰                       | ۵             | ۱۰            | ۳۰            |
| سوهاج       | ۲                        | ۲۰                       | ۵             | ۱۰            | ۳۰            |
| سینای جنوبی | ۱                        | ۴                        | ۱             | ۲             | ۶             |
| سوئز        | ۱                        | ۴                        | ۱             | ۲             | ۶             |
| مجموع       | ۴۶                       | ۳۳۲                      | ۸۳            | ۱۶۶           | ۴۹۸           |

## سامانهٔ رای‌گیری

مرحله‌های انتخابات ۱۳۹۰:
مرحلهٔ نخست
مرحلهٔ دوم
مرحلهٔ سوم

انتخابات سه مرحله‌ای است که به این ترتیب برگزار شد:
- مرحلهٔ نخست: دور نخست ۷-۸ آذر، دور دوم ۱۴-۱۵ آذر
- مرحلهٔ دوم: دور نخست ۲۳-۲۴ آذر، دور دوم ۳۰ آذر - ۱ دی
- مرحلهٔ سوم: دور نخست ۱۳-۱۴ دی، دور دوم ۲۰-۲۱ دی

از ۵۰۸ کرسی مجلس، ۱۰ نفر را شورای عالی نظامی (به جای رییس‌جمهور) گماشت و ۴۹۸ نفر را مردم برگزیدند.
دوسوم کرسی‌های انتخابی مال نامزدان حزبی و ائتلافی و یک‌سوم مال نامزدان آزاد (حزبی یا بی‌حزب) است.
در دور نخست نمایندگان حزبی و دور دوم نمایندگان تکی و آزاد انتخاب شدند.

## نتیجه
مجموع کرسی‌ها مجلس 
سرانجام در تاریخ ۱ بهمن ۱۳۹۰ نتیجهٔ نهایی انتخابات مجلس اعلام شد.
عبدالمعز احمد ابراهیم رئیس کارگروه عالی انتخابات مصر نتیجه را اعلام کرد.
بخش قانون‌گذاری مجلس نمایندگان بخش حزبی ۳۳۲ کرسی و فردی ۱۶۶ کرسی و در مجموع ۴۹۸ کرسی دارد.
در انتخابات حزب‌های اسلام‌گرا بیش از ۷۰٪ رای آوردند.
روی هم رفتهٔ سه مرحله انتخابات:
- حزب آزادی و عدالت گروه اخوان المسلمین با گرفتن ۱۲۷ کرسی حزبی و ۱۰۸ کرسی فردی با ۳۳۲ نماینده ۴۷٫۱۸٪ مجلس را به دست گرفت.
- حزب سلفی نور ۹۶ کرسی حزبی و روی هم حدود ۲۳٪ را به دست آورد.
- حزب وفد جدید ۳۶ کرسی حزبی
- ائتلاف فراکسیون مصری (حزب کتله) ۳۳ کرسی حزبی
- حزب وسط ۱۰ کرسی
- ائتلاف «انقلاب ادامه دارد» ۷ کرسی حزبی
- حزب آزادی ۴ کرسی حزبی
- حزب مصر ملی‌گرا ۴ کرسی حزبی
- حزب شهروند مصری ۳ کرسی حزبی
- حزب اتحاد ۲ کرسی حزبی
- اتحادیهٔ مصر عربی ۱ کرسی حزبی
- حزب آشتی دمکرات ۱ کرسی حزبی

۲۰ حزب دیگر که در هیچ یک از حوزه‌ها به نیمی از رای‌ها نرسیدند و به مجلس راه نیافتند.
|  | حزب                      | مرام                           | رای‌های حزبی | ٪ حزبی | کرسی‌های حزبی | کرسی‌های فردی | کرسی | ٪    |
|  | ------------------------ | ------------------------------ | ----------- | ------ | ------------ | ------------ | ---- | ---- |
|  | آزادی و عدالت            | اخوان‌المسلمین اسلام‌گرا         | ۱۰٫۱۳۸٫۱۳۴  | ۳۷٫۵   | ۱۲۷          | ۱۰۸          | ۲۳۵  | ۴۷٫۲ |
|  | نور                      | اسلام‌گرای سفی                  | ۷٫۵۳۴٫۲۶۶   | ۲۷٫۸   | ۹۶           | ۲۷           | ۱۲۳  | ۲۴٫۷ |
|  | وفد جدید                 | لیبرالِ ملی‌گرا                  | ۲٫۴۸۰٫۳۹۱   | ۹٫۲    | ۳۶           | ۲            | ۳۸   | ۷٫۶  |
|  | ائتلاف مصریه             | مردم‌سالاری لیبرال              | ۲٫۴۰۲٫۲۳۸   | ۸٫۹    | ۳۳           | ۱            | ۳۴   | ۶٫۹  |
|  | حزب وسط                  | اسلامگرای میانه                | ۹۸۹٫۰۰۳     | ۳٫۷    | ۱۰           | ۰            | ۱۰   | ۲    |
|  | اصلاح و توسعه            | لیبرال                         | ۶۰۴٫۴۱۵     | ۲٫۲    | ۸            | ۱            | ۹    | ۱٫۸  |
|  | ائتلاف انقلاب ادامه دارد | چپ‌گرا                          | ۷۵۴٫۸۶۳     | ۲٫۸    | ۷            | ۲            | ۹    | ۱٫۴  |
|  | حزب ملی مصر              | اعضای پیشین حزب ملی مردم‌سالاری | ۴۲۵٫۰۲۱     | ۱٫۶    | ۴            | ۱            | ۵    | ۱    |
|  | شهروند مصری              | اعضای پیشین حزب ملی مردم‌سالاری | ۲۳۵٫۳۹۵     | ۰٫۹    | ۳            | ۱            | ۴    | ۰٫۸  |
|  | حزب آزادی                | اعضای پیشین حزب ملی مردم‌سالاری | ۵۱۴٫۰۲۹     | ۱٫۹    | ۴            | ۰            | ۴    |      |
|  | حزب اتحاد                | اعضای پیشین حزب ملی مردم‌سالاری | ۱۴۱٫۳۸۲     | ۰٫۵    | ۲            | ۰            | ۲    |      |
|  | حزب محافظه‌کار            | محافظه‌کاری                     | ۲۷۲٫۹۱۰     | ۱٫۰    | ۰            | ۱            | ۱    |      |
|  | اتحاد مصر عرب            | اعضای پیشین حزب ملی مردم‌سالاری | ۱۴۹٫۲۵۳     | ۰٫۶    | ۱            | ۰            | ۱    |      |
|  | حزب عدالت                | میانه‌گرا                       | ۱۸۴٫۵۵۳     | ۰٫۷    | ۰            | ۱            | ۱    |      |
|  | صلح مردم‌سالارانه         | مردم‌سالاری لیبرال              | ۲۴۸٫۲۸۱     | ۰٫۹    | ۱            | ۰            | ۱    |      |
|  | مستقل                    | مستقل                          |             |        |              | ۲۱           | ۲۱   | ۴٫۲  |
|  | مجموع                    |                                | ۲۷٫۰۶۵٫۱۳۵  | ۱۰۰    | ۳۳۲          | ۱۶۶          | ۴۹۸  |      |

## انحلال

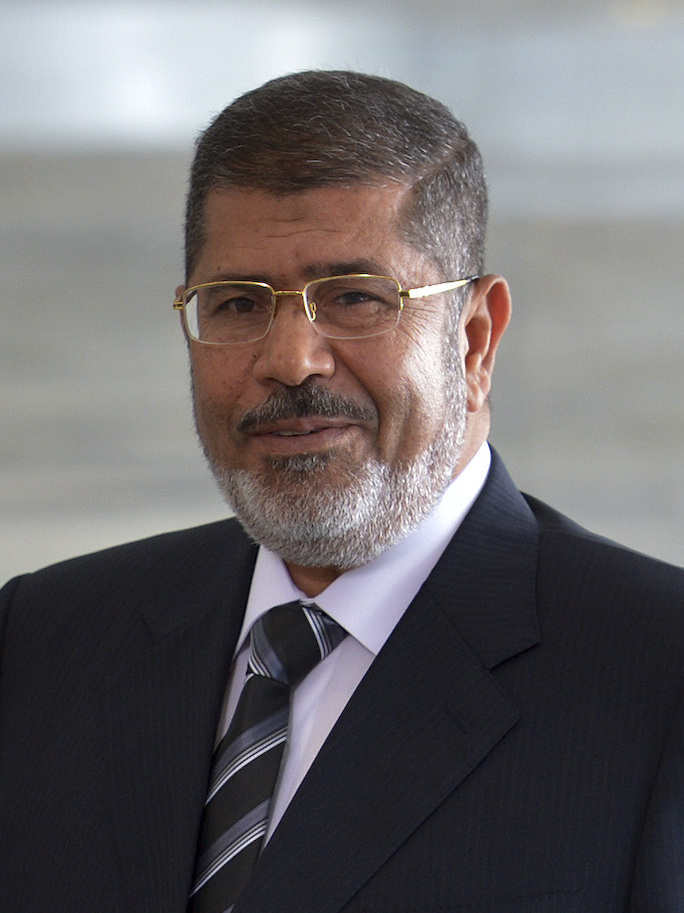
نگاره‌ای از محمد مرسی در

دادگاه عالی قانون اساسی مصر تیرماه پیش از اعلام نتایج انتخابات ریاست‌جمهوری مصر (۲۰۱۲) مجلس را منحل کرد. برخی تحلیلگران این اقدام را برای کاهش قدرت رییس‌جمهور منتخب و افزایش قدرت شورای عالی نظامی دانستند.
البته محمد مرسی حکم انحلال مجلس را لغو کرد و حتی مجلس دوباره تشکیل جلسه داد، ولی دادگاه قانون اساسی با پافشاری بر حکمش مجلس را منحل گذاشت.

## پی‌نوشت و منبع
1. ↑  «أكدتها النتائج النهائية؛ هيمنة الإسلاميين على برلمان مصر» (به عربی). الجزیره. ۱ بهمن ۱۳۹۰.
2. ↑  «نتیجه نهایی انتخابات پارلمان مصر». آفتاب. ۱ بهمن ۱۳۹۰. بایگانی‌شده از اصلی در ۲۲ ژانویه ۲۰۱۲.
3. ↑  "Egypt's MB wins majority of parl. seats" (به انگلیسی). Press TV. ۱ بهمن ۱۳۹۰. Archived from the original on 26 February 2012. {{cite web}}: Check date values in: |تاریخ= (help)
4. ↑  «انحلال مجلس مصر». العالم. ۲۵ خرداد ۱۳۹۱.
5. ↑  «صدور حکم انحلال مجلس مصر مشکوک است». العالم. خرداد ۱۳۹۱.
6. ↑  «با فرمان رييس‌جمهور؛ حکم انحلال مجلس مصر لغو شد». جام‌جم آنلاین. ۱۸ تیر ۱۳۹۱.
7. ↑  «مجلس مصر تشکیل جلسه داد». خبرگزاری جمهوری اسلامی. ۲۰ تیر ۱۳۹۱. بایگانی‌شده از اصلی در ۴ مارس ۲۰۱۶. دریافت‌شده در ۲۷ اوت ۲۰۱۲.
8. ↑  «دیوان عالی مصر حكم انحلال مجلس این كشور را لازم‌الاجرا دانست». خبرگزاری جمهوری اسلامی. ۱۹ تیر ۱۳۹۱.

فرهنمند، مهرداد (۲۸ نوامبر ۲۰۱۱). «.مصری ها برای انتخابات مجلس پای صندوق رای رفته‌اند». وب‌گاه بی‌بی‌سی فارسی. دریافت‌شده در ۳ دسامبر ۲۰۱۱.